# Mirollia caligata
Mirollia caligata är en insektsart som beskrevs av Sigfrid Ingrisch 1998. Mirollia caligata ingår i släktet Mirollia och familjen vårtbitare. Inga underarter finns listade i Catalogue of Life.